# Julia Crawford Ivers
Pour les articles homonymes, voir Crawford.

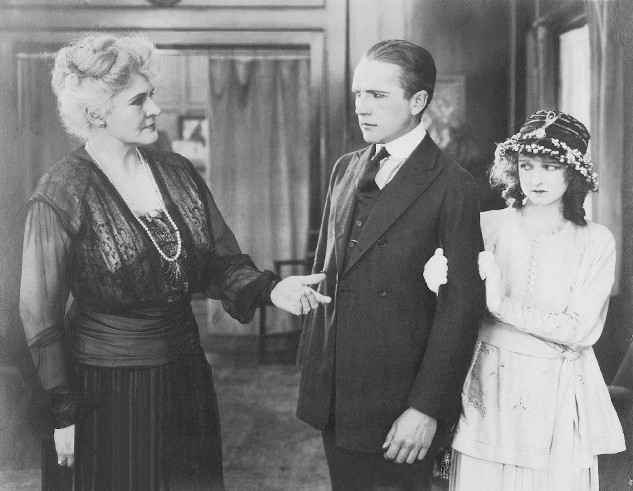
A Kiss for Susie (1917, productrice) :
De g. à d. : Elinor Hancock, Tom Forman et Vivian Martin

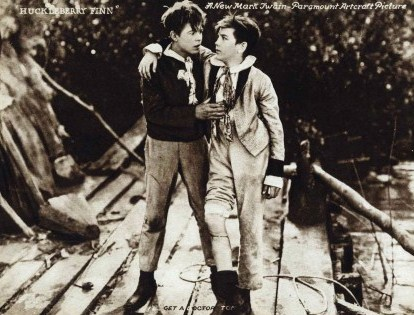
Huckleberry Finn (1920, scénariste) :
Lewis Sargent et Gordon Griffith

Julia Crawford Ivers est une productrice, réalisatrice et scénariste américaine, née Julia Crawford le 3 octobre 1869 à Boonville (Missouri), et morte le 8 mai 1930 à Los Angeles.

## Biographie
Julia Crawford (épouse d'Oliver Ivers en secondes noces) est considérée comme une pionnière du cinéma américain, auquel elle contribue exclusivement durant la période du cinéma muet, de 1915 à 1927, notamment au sein de la Famous Players-Lasky Corporation.
On lui doit 50 films comme scénariste (1915-1927), cinq films comme productrice (1917) et quatre films comme réalisatrice (1916-1923). Son deuxième film à la réalisation est The Heart of Paula (1916, avec Forrest Stanley et Lenore Ulrich), coréalisé par William Desmond Taylor, qu'elle retrouve souvent en tant que scénariste (ex. : Tom Sawyer en 1917 et The Soul of Youth en 1920), jusqu'à la mort tragique de ce dernier en 1922. Le quatrième et dernier film qu'elle réalise est The White Flower (en) (1923, avec Betty Compson et Edmund Lowe).
Elle est la mère de James Van Trees (1890-1973, né d'un premier mariage avec Franklin S. Van Trees), directeur de la photographie — notamment sur The Heart of Paula et The White Flower pré-cités —.

## Filmographie

### Comme productrice (intégrale)
- 1917 : The Wax Model d'E. Mason Hopper
- 1917 : The Bond Between de Donald Crisp
- 1917 : A Kiss for Susie de Robert Thornby
- 1917 : Lost in Transit de Donald Crisp
- 1917 : The Trouble Buster de Frank Reicher

### Comme réalisatrice (intégrale)
- 1915 : The Majesty of the Law (+ scénario)
- 1916 : The Heart of Paula, coréalisé par William Desmond Taylor (+ scénario)
- 1916 : A Son of Erin (+ scénario et histoire)
- 1923 : The White Flower (+ scénario)

### Comme scénariste (sélection)
- 1915 : The Rug Maker's Daughter d'Oscar Apfel (histoire)
- 1915 : The Gentleman from Indiana de Frank Lloyd
- 1915 : The Reform Candidate de Frank Lloyd
- 1916 : The Parson of Panamint (en) de William Desmond Taylor
- 1916 : The Call of the Cumberlands de Frank Lloyd
- 1916 : The Right Direction d'E. Mason Hopper (+ histoire)
- 1916 : The Stronger Love de Frank Lloyd
- 1916 : The Intrigue de Frank Lloyd
- 1916 : The American Beauty
- 1916 : David Garrick de Frank Lloyd
- 1917 : The World Apart de William Desmond Taylor
- 1917 : The Cook of Canyon Camp de Donald Crisp
- 1917 : Tom Sawyer de William Desmond Taylor
- 1918 : The Spirit of '17 de William Desmond Taylor
- 1918 : À la recherche du bonheur (Up the Road with Sallie) de William Desmond Taylor
- 1918 : His Majesty, Bunker Bean de William Desmond Taylor
- 1919 : More Deadly than the Make de Robert G. Vignola
- 1919 : Veuve par procuration (Widow by Proxy) de Walter Edwards
- 1920 : Huckleberry Finn de William Desmond Taylor
- 1920 : La Jolie Infirmière (Nurse Marjorie) de William Desmond Taylor
- 1920 : The Soul of Youth de William Desmond Taylor
- 1920 : L'Enfant de la tempête (Jenny Be Good) de William Desmond Taylor
- 1920 : The Furnace de William Desmond Taylor
- 1920 : Daisy mariée (Easy to Get) de Walter Edwards
- 1921 : The Witching Hour de William Desmond Taylor
- 1921 : Sacred and Profane Love de William Desmond Taylor
- 1921 : Morals de William Desmond Taylor
- 1921 : La Douloureuse Étape (Wealth) de William Desmond Taylor
- 1922 : L'Émeraude fatale (The Green Temptation) de William Desmond Taylor
- 1922 : The Top of New York de William Desmond Taylor
- 1924 : Married Flirts de Robert G. Vignola